# Nidek
Nidek – wieś w Polsce położona w województwie małopolskim, w powiecie wadowickim, w gminie Wieprz, przy szosie lokalnej Andrychów – Osiek (8 km od Andrychowa). Znajduje się ona na terenie mezoregionu Podgórze Wilamowickie stanowiącego część makroregionu Kotliny Oświęcimskiej, ma charakter wysoczyzny.

## Historia
Nidek był założony w XIII w., parafia znajdująca się w nim została erygowana w 1313 roku. W dokumencie sprzedaży księstwa oświęcimskiego Koronie Polskiej przez Jana IV oświęcimskiego wystawionym 21 lutego 1457 miejscowość wymieniona została jako Nydek.
W 1555 roku kościół w Nidku przeszedł w ręce protestantów i od tego momentu przez ponad 100 lat pełnił funkcję najpierw zboru kalwińskiego, a potem braci polskich.
27 stycznia 1945 r. w rejonie kościoła w Nidku, cmentarza i Górnego Nidku w kierunku Berna rozgorzały walki pomiędzy broniącymi się Niemcami a Armią Radziecką, w wyniku których zginęły cztery osoby. Granatami zburzony został dom dworski dla służby, tzw. hotel, położony obok cmentarza. Kościół trafiony został dwoma granatami, ołtarz „wielki” w dużej części uległ zniszczeniu. Ucierpiały także figury świętych, Stacje Męki Pańskiej oraz kolumna podtrzymująca chór z organami.
W latach 1975–1998 miejscowość administracyjnie należała do województwa bielskiego.

## Zabytki
Obiekty wpisane do rejestru zabytków nieruchomych województwa małopolskiego.
- Kościół parafialny pw. św. Szymona i św. Judy.
Drewniany kościół pochodzi z 1539 roku, ma konstrukcję zrębową, z wieżą na słup, ściany na zewnątrz częściowo obite gontami, dach o jednej kalenicy, gontowy. Od wsch., pn. i płd. kościół otaczają soboty, przy wieży są szalowane. Od drugiej połowy XVI w. do 1669 roku był zborem kalwińskim oraz braci polskich. Wieżyczka na sygnaturkę kształtu barokowego.
- Zespół dworsko-parkowy.
Dwór z końca XVIII w., murowany, parterowy, z facjatką, dach czterospadowy. Przed frontową facjatką jest ganek o dwóch kondygnacjach z kolumnami i półkolumnami na parterze i czterema słupami na piętrze.

## Religia
Na terenie wsi działalność duszpasterską prowadzi Kościół rzymskokatolicki (parafia Świętych Apostołów Szymona i Judy Tadeusza).

## Gleby
Większość gruntów rolnych znajduje się na kompleksach: pszennym dobrym oraz zbożowo-pastewnym mocnym, które należą do IIIa, IIIb oraz IV klasy bonitacyjnej są one glebami bielicowymi oraz pseudobielicowymi. Użytki zielone należą do kompleksów średnich oraz słabych i bardzo słabych należących do III–VI klasy bonitacyjnej, słabe i bardzo słabe są glebami glejowo-deluwialnymi natomiast średnie brunatno-deluwialnymi. Lasy również znajdują się na glebach brunatno-deluwialnych. Frakcja granulometryczna gleb to less zwykły w całej miąższości profilu za wyjątkami terenów w pobliżu cieków, gdzie w niższych warstwach znajduje się również less ilasty.

## Hydrologia
Rzeźba terenu jest porozcinana przez cieki wodne, takie jak Swornica czy Grodzieczki. Nidek znajduje się prawie w całości w zlewni Wieprzówki z wyjątkiem zachodniej części, która znajduje się w zlewni Soły. Pod powierzchnią znajdują się dwie Jednolite Części Wód Podziemnych nr 158 i 159. Charakteryzują się one dobrym stanem wód oraz kilkoma piętrami wodonośnymi z okresu: czwartorzędu, paleogeńsko-kredowego oraz karbońskiego. Posiadają charakterystykę wodonośną porową i porowo-szczelinową.

## Geologia
Wierzchnia warstwa utworów czwartorzędowych stworzona jest prawie w całości z utworów lessowych, wyjątek stanowi niewielki fragment rzecznych utworów holoceńskich znajdujących się w dolince Włosienia będącego dopływem Wieprzówki. Na głębokości ścięcia poziomego 500 m p.p.m. występują żwiry z okresu środkowego miocenu (dolny baden). Na głębokości 1000 m p.p.m. znajdują się zarówno żwiry dolnego badenu, jak również łupki górnego karbonu (namuru). Poniżej, na głębokości 2000 m p.p.m. położone są warstwy z okresu dolnego karbonu oraz środkowego i górnego dewonu, jak również przypuszczalny uskok odwrócony. Na głębokości 3000 m p.p.m. oraz niżej znajdują się granitoidy oraz skały metamorficzne pochodzące z okresu neoproterozoiku. Miąższość całego profilu charakteryzuje się obecnością północnej granicy fliszu nasuniętego na powierzchni.

## Galeria

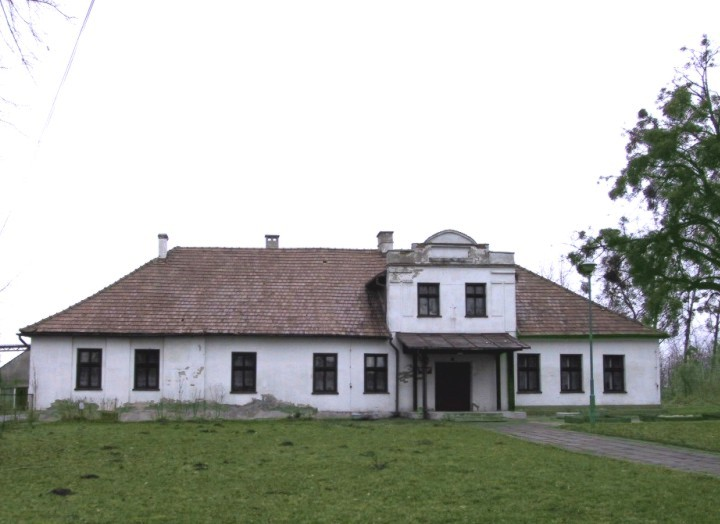
Osiemnastowieczny dworek w Nidku
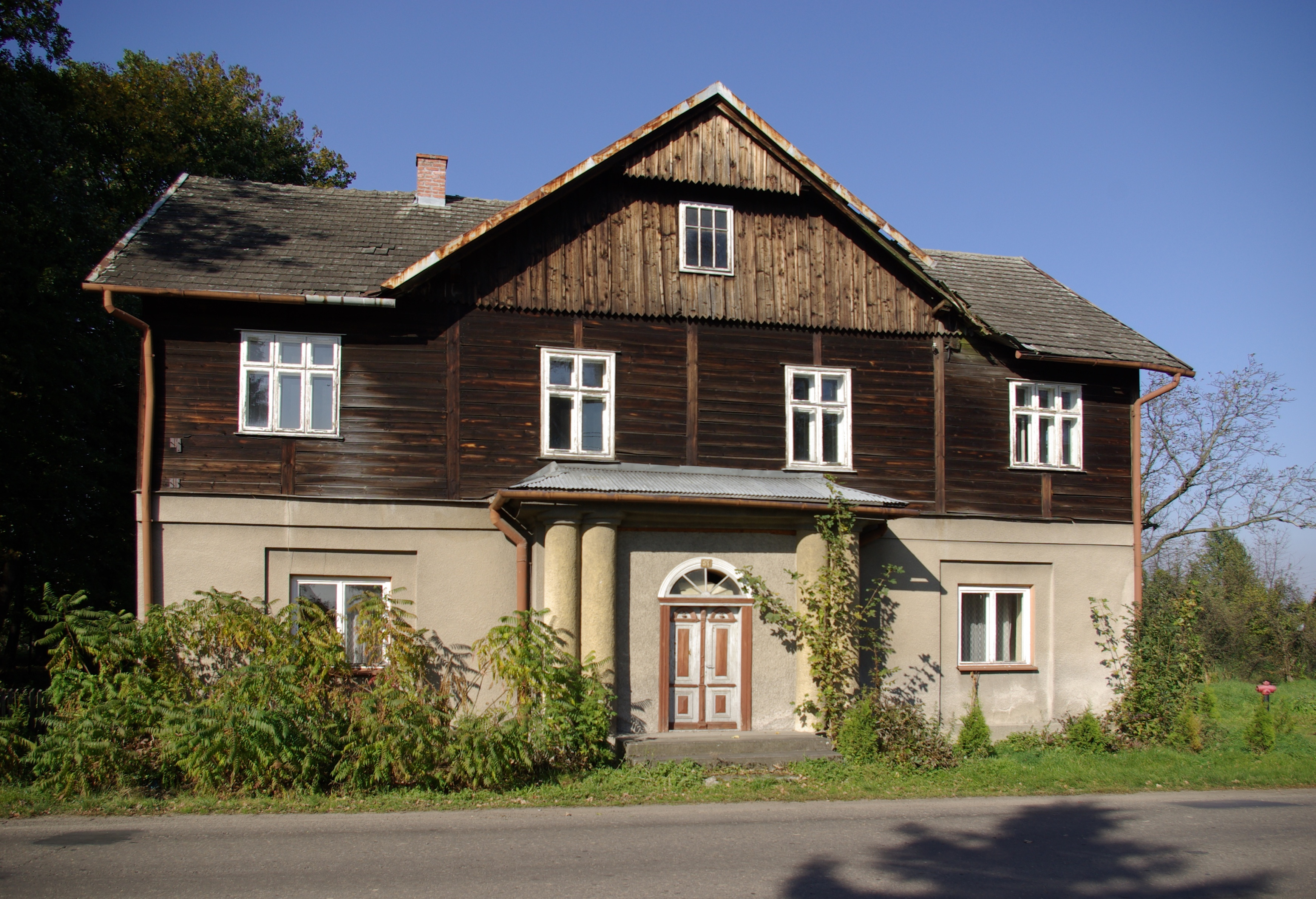
Zabytkowa plebania w Nidku
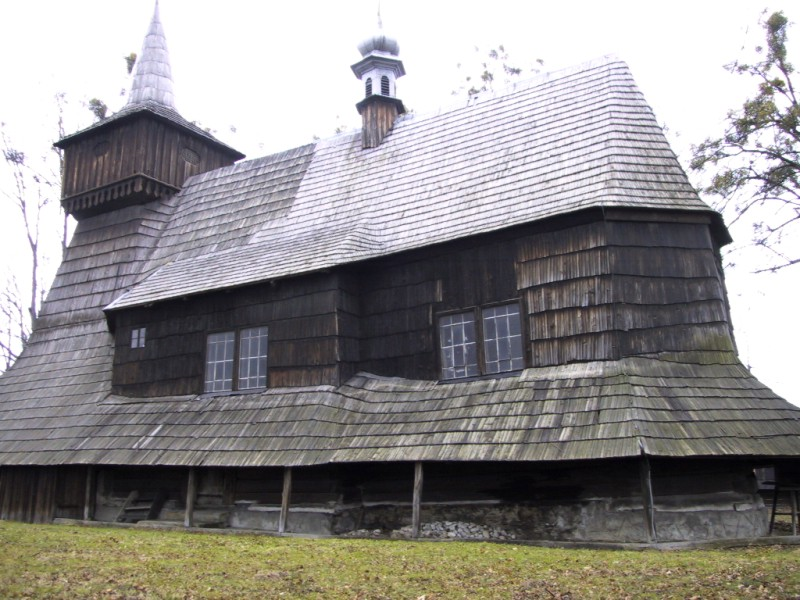
Zabytkowy kościół w Nidku
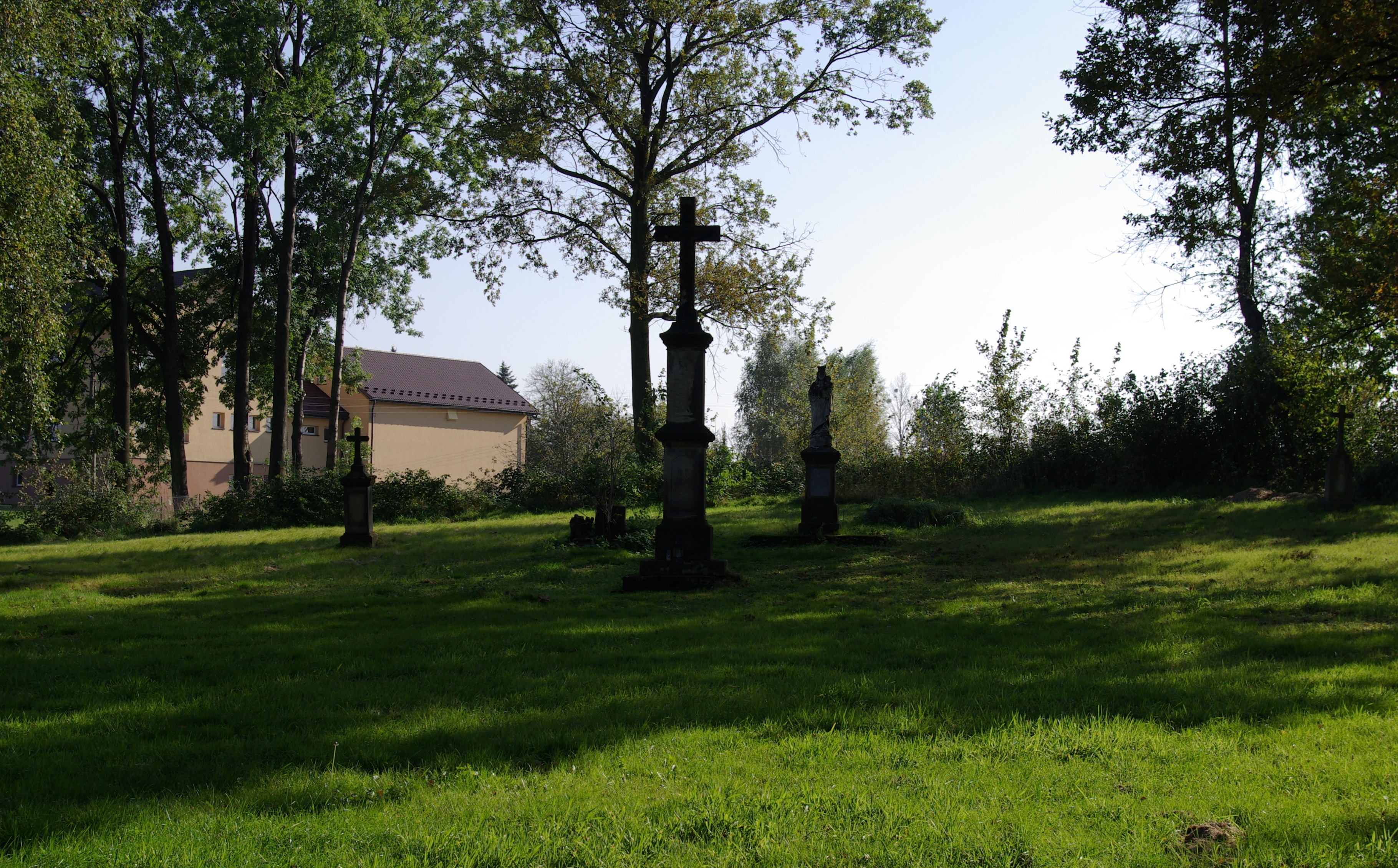
Stary cmentarz w Nidku
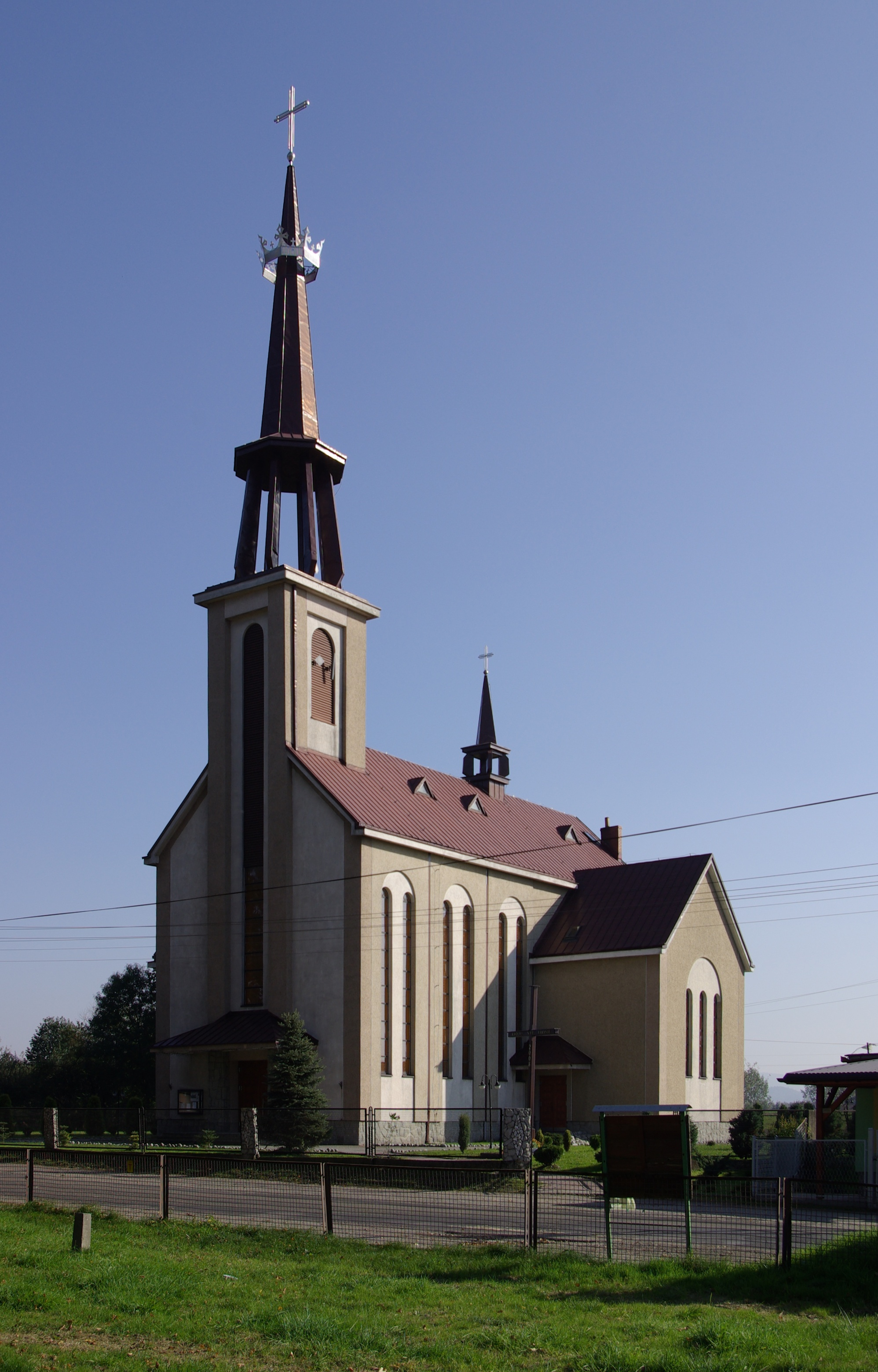
Kościół parafialny w Nidku